# エトワール (2025年のテレビドラマ)
『エトワール』（Étoile）はエイミー・シャーマン＝パラディーノとダニエル・パラディーノが企画したアメリカのコメディドラマのTVシリーズ。本作にはルーク・カービー、シャルロット・ゲンズブール、ルー・ドゥ・ラージュ、ギデオン・グリック、デヴィッド・アルバレス、イヴァン・デュ・ポンタヴィス、タイス・ヴィノロ、デヴィッド・ヘイグ、ラメイ・チャン、サイモン・キャロウが出演している。2025年4月25日にAmazon Prime Videoで公開された。

## あらすじ
自分たちのバレエ団を救うために、ニューヨークとパリの世界的に有名な2つのバレエ団がそれぞれの最も才能あるスターである、パリ・オペラ座バレエでダンサーが到達できる最高位であるダンスール/エトワールを交換する。

## 登場人物と配役
カッコ内は日本語吹き替え担当

### メイン
- ジャック・マクミラン
  - ルーク・カービー（英語版）（森宮隆）
  - ニューヨーク・メトロポリタン・バレエ団の芸術監督。バレエの天才であり、往年のプリマバレリーナ、故ドロシー・フィッシュの曾孫[2]。
- ジュヌヴィエーヴ・ラヴィーニュ
  - シャルロット・ゲンズブール（岡本麻弥）
  - パリ国立バレエ団の暫定芸術監督[2]。
- シャイエン・トゥサン
  - ルー・ドゥ・ラージュ（うえだ星子）
  - ニューヨークに赴任するフランスのプリンシパルバレリーナだが、急進的な環境活動家でもある[2]。
  - ダンスパート：コンスタンス・デヴァネイ[3]
- トバイアス・ベル
  - ギデオン・グリック（英語版）（須藤翔）
  - 社交性に欠けるアメリカ人バレエダンサー兼振付師でパリに移住する。ほとんどの人が理解できないような様々な問題を抱えていることで知られており、ショーが思い通りに進まないと激怒することでも知られている。常にヘッドフォンを着用し、デスメタルを大音量で鳴らしている[2]。
- ガエル・ロドリゲス
  - デヴィッド・アルバレス（英語版）
  - シャイエンのダンスパートナーであり、元コール・ド・バレエ団員。彼女の強い要望でメトロポリタン・バレエ団に復帰した。妹の結婚を妨害したジャックとは、そりが合わない。
- ギャバン・ルー
  - イヴァン・デュ・ポンタヴィス
  - トバイアスの振付を踊るフランス人バレエ団のダンサーで、争いに巻き込まれる傾向があるため厄介者として知られる[2]。
  - ダンスパート：アルカディアン・ブロード[3]
- ミシ・デュプレシ
  - タイス・ヴィノロ（古木海帆）
  - アメリカで踊っていたフランス人バレリーナでパリに戻って来る。パリでラヴィーニュに馘にされたあと、両親を避けてニューヨークに残ることを選んでいた[2]。
- ニコラス・ロイトヴァイレク
  - デヴィッド・ヘイグ（英語版）
  - テクノロジーとソーシャルメディアの台頭に不安を抱く、昔ながらの元ダンサー。度重なる健康不安とバレエへの文化的関心の低下から引退を希望するが、ジャックに説得され、若いダンサーの指導を続けるている[2]。
- スス・リー
  - ラメイ・チャン（小林さとみ）
  - バレリーナを目指す若い中国系アメリカ人。母親はメトロポリタン劇場の清掃員。ダンスレッスンに通う余裕がないため、スースーがMBTスタジオで練習できるように、母親が授業やリハーサルの様子を撮影している[2]。
- クリスピン・シャンブレー
  - サイモン・キャロウ（浦山迅）
  - 裕福なイギリスの石油王で、両バレエ団の支援者でもある。バレエが好きで、リハーサルに出席したり、活動家気取りのシャイエンと衝突したりしている。しかし、ジャックには彼を軽蔑する理由がある[2]。

### リカーリング
- ラファエル・マルシャン
  - ヤニック・トゥルースデール（英語版）
  - ラヴィーニュ直属の国立バレエ団のトレーナー[4]。
- ブルーナ・トゥサン
  - マリー・ベルト
  - シャイエンの母親で、両親を避けているミシを家に住まわせている。
- ジュリー
  - ユニティ・フェラン（英語版）
  - メトロポリタン・バレエ団のスターバレリーナだがソーシャルメディで傷つき、シャイエンが代役を務める。
- フェイ
  - クリスティン・チャン
  - ススの母親で夜間清掃員をしている。は娘を職場に連れてきており、MBTのスタジオで練習する娘のために授業やリハーサルを撮影している。ジャックにバレて仕事を失うことを恐れていたが、シャイエンがススを推薦したことで態度を一変させる。
- ターシャ・シェーファー
  - ジョイ・ウォーマック（英語版）
  - 国立バレエ団のロシア人バレリーナ。
- エヴァ・カルマン
  - タイラー・ペック（英語版）
  - メトロポリタン・バレエ団のバレリーナ。『白鳥の湖』上演中に凍りつくという災難に見舞われ、セラピストに付き添われている。
- クレア・デュプレシ
  - イザベル・カンドリエ
  - フランスの文化大臣でミシの母親。
- フローラン・デュプレシス
  - イァング・サモ（フランス語版）
  - ミシの父親。
- マシュー・リヴィエール
  - ありスター・マディン
  - 国立バレエ団の高度な技術を持つフランス人ダンサーでギャバンとライバル関係にある。
- ジョン・フィッシュ
  - パトリック・ペイジ
  - ジャックの叔父。
- クララ・マクミラン
  - ケリー・ビショップ
  - ジャックの母親。
- メラニー・マクミラン
  - コンスタンス・デヴァネイ
  - ジャックの姉妹で指揮者。
- トリスタン・マガン
  - トリスタン・リデル
  - ミシのダンスパートナーをとなる国立バレエ団のフランス人ダンサー。また、バレエ団の他のメンバーがミシを追い出そうとしているときにミシの本当の友人であることを示す。
- ラリー・オコネル
  - ロビー・フェアチャイルド（英語版）
  - メトロポリタン・バレエ団のプリンシパルダンサーでシャイエンのダンスパートナーとなるはずだったがシャイエンに拒まれる。
- アラン・ミシェル
  - アクセル・ガロワ
  - 国立バレエ団の振付師。

### ゲスト
- ダイアン
  - ディディ・コン
  - メトロポリタン・バレエ団のアーキビスト
- デヴィッド・バーン
  - デヴィッド・バーン
  - 本人。
- クイン
  - ニーナ・アリアンダ
- ケヴィン
  - ジョナサン・グロフ
  - トバイアスの元彼
- スパークス
  - スパークス
  - 本人たち

## エピソード
| 通算 話数 | タイトル                  | 監督                               | 脚本                                                       | 放送日        |
| --------- | ------------------------- | ---------------------------------- | ---------------------------------------------------------- | ------------- |
| 1         | "交換" "The Swap"         | エイミー・シャーマン＝パラディーノ | ダニエル・パラディーノ、エイミー・シャーマン＝パラディーノ | 2025年4月24日 |
| 2         | "牛" "The Bull"           | ダニエル・パラディーノ             | エイミー・シャーマン＝パラディーノ、ダニエル・パラディーノ | 2025年4月24日 |
| 3         | "フィッシュ" "The Fish"   | ダニエル・パラディーノ             | エイミー・シャーマン＝パラディーノ、ダニエル・パラディーノ | 2025年4月24日 |
| 4         | "シャックリ" "The Hiccup" | エイミー・シャーマン＝パラディーノ | ダニエル・パラディーノ、エイミー・シャーマン＝パラディーノ | 2025年4月24日 |
| 5         | "ネズミ" "The Rat"        | スコット・エリス                   | ジェン・カークマン、アイザック・オリヴァー                 | 2025年4月24日 |
| 6         | "大惨事" "The Disaster"   | スコット・エリス                   | トマス・ウォード                                           | 2025年4月24日 |
| 7         | "滑る" "The Slip"         | ダニエル・パラディーノ             | ダニエル・パラディーノ                                     | 2025年4月24日 |
| 8         | "オファー" "The Offer"    | エイミー・シャーマン＝パラディーノ | エイミー・シャーマン＝パラディーノ                         | 2025年4月24日 |

## 製作
2022年10月、エイミー・シャーマン＝パラディーノとダニエル・パラディーノは、彼らのコメディ作品『 マーベラス・ミセス・メイゼル』に続く作品として、タイトル未定のバレエドラマの公開キャスティングを行った。両名は以前にもテレビシリーズ『バレエ・ガールズ ～パラダイスへようこそ～』でバレエを題材にしており、『ギルモア・ガールズ』では脇役にバレエ教師を登場させていた。
2023年4月26日、『エトワール』がAmazon Prime Videoから2シーズンのオーダーを受けており、シャーマン＝パラディーノおよびパラディーノと『 マーベラス・ミセス・メイゼル』で一緒に仕事をしたルーク・カービーと* ギデオン・グリックのとともに、カミーユ・コッタン、サイモン・キャロウ、ルー・ドゥ・ラージュ、デヴィッド・アルバレスが出演することが報じられた。その後、スケジュールが合わなくて出演を辞退したコットンに変わってシャルロット・ゲンズブールが出演することになった。
2024年11月26日にデヴィッド・ヘイグがレギュラー出演することが報じられた。
2024年12月5日にイヴァン・デュ・ポンタヴィスとタイス・ヴィノロが出演することが報じられた
。
『ギルモア・ガールズ』でシャーマン＝パラディーノと一緒に仕事をしたことが有るヤニック・トゥルースデールとケリー・ビショップがリカーリング・ロールで出演することになった
。
シャーマン＝パラディーノとダニエル・パラディーノが『エトワール』の製作総指揮を努め、ダーナ・リヴェラ・ギルバートとスコット・エリスが副製作総指揮を努めた。このシリーズは『パリ・オペラ座のすべて』などのフレデリック・ワイズマンのバレエを主題にしたドキュメンタリーに部分的にインスパイアされている。本作はニューヨークとパリで撮影された。

## 公開
公式トレイラーは2025年3月26日に公開された。第1シーズンの全8話はAmazon Prime Videoで2025年4月24日に公開された。

## 評価
レビュー収集サイトのRotten Tomatoesでは、『エトワール』は33件のレビューに基づいて85%の肯定的な評価を受けており、批評家の総評は「バレエの美しさと、その背後にある難しい個性に対する愛情あふれる頌歌である『エトワール』は、以前のシャーマン＝パラディーノ シリーズほど軽快な音色ではないものの、同じ魅力をたっぷりと詰め込んでいます。」となっている。加重平均を用いるMetacriticは19件のレビューに基づいて100天満点中の69点を与え、「概ね好意的なレビュー」を示している。